# Sisyrinchium hitchcockii
Sisyrinchium hitchcockii là một loài thực vật có hoa trong họ Diên vĩ. Loài này được Douglass M.Hend. miêu tả khoa học đầu tiên năm 1976.